# Голям Перелик
Голям Перелик е най-високият връх в Родопите.

## Местоположение
Намира се на 19 км западно от Смолян. С него (2191 м) Родопите се нареждат на седмо място по височина между българските планини (след Рила – връх Мусала, Пирин – връх Вихрен, Стара планина – връх Ботев, Витоша – връх Черни връх, Осоговска планина – връх Руен и Славянка – връх Гоцев връх).

## Етимология и история
Думата Перилик е с турско-персийски произход. В превод от турски език Perilik означава Самодивско сборище.
Представлява събирателно име, характеризиращо съвкупност от лица (същества) по определен признак. Едноосновен топоним, свързан с поверия, митове, вярвания.
Настоящото утвърдило се наименование Перелик е получено чрез т. нар. обратна редукция (стесняване) на широка неударена гласна.
Перилик е заемка в съвременния българския, без да е съставна част от лексиката. Явява се резултат от ислямизацията на местното население. Неяснотата в смисъла на оригиналното наименование и закрепването на настоящото име в езика ни обхваща периода 1912 – приблизително 1937 г. Тогава останалата под османско-турско владичество тукашна част от Родопите е включена в границите на България. Започва утвърждаването на статута на българския език.
Обяснението на наименованието Перилик е развито въз основа на лични преживявания, споделени от жител на родопско село, на митове и легенди, описани в наша специализирана литература (напр. Българска митология – енциклопедичен речник, съставител Анани Стойнев, 1994 г.), Българския етимологичен речник на БАН – том 5, 1996 г., на интригуващо поднесен материал в предаването „По нашенски“ на Юлия Цанкова по БНР „Хоризонт“ и пр. източници, свързани с митология, фолклор и др. Легенди за сборища на самодиви битуват в много родопски селища, както и в цяла България. Непряко потвърждение може да се търси в   разпространението в  разглеждания район  на растителни видове, носещи характерни имена.
За всяко населено място, група селища, местности и др. в миналото са били характерни различни поверия, легенди, митове. В наше време те са почти забравени, отмрели или остават само в книги, към която рядко някой посяга. Бурното развитие на технологиите не търпи подобен род тълкуване на явления, а масовата цифровизация води в съвсем друга посока.
Основен център на просветата в съседната вече българска територия е най-голямото в района село с българско население Широка лъка. След 1912 г., в резултат на Балканската война към България е присъединен районът на Перелик. Той попада в границите на българския Гюмюрджински окръг. През 1920 г. беломорската му част е отстъпена на Гърция, но Пашмакли, което е в основата на днешния Смолян, остава в Българско и се оформя като околия. През 1932 година Пашмаклийска околия преминава към Пловдивски окръг, а в 1934 година, когато окръгът е закрит,   околията е предадена на Пловдивската област.
В тези смутни, неясни времена будни българи от Широка лъка провеждат действия, за да окажат в крайна сметка благотворно влияние с патриотична насоченост върху новоосвободения район в различни направления.
Хижа „Перелик“ е построена по инициатива и с подкрепата на членове на разрастващото се тогава у нас организирано туристическо движение, и в частност на туристите от Широка лъка.
По това време туристите, чийто брой в България нараства, изпитват нужда от база, сграден фонд за дейността си в цялата страна. Те дават идеите и подпомагат строителството на х. „Скакавица“ – 1922 г., х. „Чумерна“ – 1925 г., х. „Юмрук чал“ – 1926 г., х. „Алеко“ – 1932 г., х. „Персенк“ – 1935 г.
Туристите в района, който разглеждаме, са главно от Широка лъка. Строежът на х. „Перлик“ е завършен през 1936 г. По това време на преобладаващата част от българите там по принуда от миналото се е налагало да се оправят с турския език. Но надали са стигали до разбирането на такива думички като пери. Броят на турцизмите в езика ни е намалявал и постоянно намалява, но и днес много хора използват събирателни имена като орталък (орева орталъка), сакатлък, махмурлук и др.
Доста по-късно, през 1959 година отново се оформя като окръжен град  днешният областен център Смолян.
След края на Първата световна война в България започва подготовка, а през 1934 година е осъществена втората официална смяна на повечето турски имена с български. Масово е преименуването в освободената и присъединена част на Родопите. Това обаче касае главно имената на селища. Повечето местни наименования остават същите както преди Освобождението. В Пловдив и до ден днешен има Небет тепе, Бунарджик, Сахат тепе, Орта мезар и пр. Така към 1936 година хората, интелигенцията, туристите, построили хижа „Перелик“ (Перлик), не са имали здрава „основа“, на която да стъпят за името. Турцизмите постепенно са отстъпвали място на думи със славянски или друг произход – напр. кюмюр – въглища. Паралелно с това се наблюдава процес на отмиране на суеверията и вярата в митични същества. Името Перилик/Перелик звучи загадъчно и красиво, но все по-малко българи са били наясно със значението му. Строителите на хижата са избрали местния изговор „Перлик“. Не е ясно дали стореното е било целенасочено, за да скъсат с останалите от миналото местни поверия и турцизми, или от незнание. Името „Перлик“ е един вид компромис или преход от Перилик към Перелик.
Новото-старо име  добива популярност в цялата страна с развитието на туризма и курорта Пампорово. Връзката с оригиналното значение на думата се губи. Липсата на  обоснован отговор на въпроса какво аджеба означава то засилва усещането за някаква мистерия. Към това някои прибавят звуковото сходство с думи, в основата на които стои „перла“, а други търсят корени в старогръцкия език.
Следва да се отбележи, че още през 1999 година в том 5 на Българския етимологичен речник на БАН думата пери е посочена като остаряла и излязла от широка употреба. Означава  дух, фея, вампир, самодива и се е използвала в някои села в Родопите.
През 2012 година излиза статията на Евгения Троева-Григорова „Родопската юда“. Цитат: „В представите на населението на Родопите съществуват женски митични същества… Тези персонажи носят основните характеристики на самодивата… В районите с турско население и в съседните села на българи-мюсюлмани се е наложило понятието пери, перия, като обозначеният персонаж носи редица специфики в образа си.“

## Туризъм
- Връх Голям Перелик е сред Стоте национални туристически обекта на Българския туристически съюз. Печат има в хижа „Перелик“ и в туристически информационен център „Чепеларе“.
- Връх Голям Перелик е сред „Покорител на 10-те планински първенци“. Печат има в хижа „Перелик“.

### Маршрути
Голям Перелик е леснодостъпен, но не може да бъде изкачен, защото там е разположено поделение на Българската армия. До подножието му може да се стигне от хижа Перелик за около 40 минути.

## Любопитно
На Перелик е наречена улица в квартал „Илиянци“ в София (Карта). Морският нос Перелик на остров Робърт в Антарктика е наименуван в чест на Голям Перелик.